# Калмакшабин
Калмакшаби́н (каз. Қалмақшабын) — село у складі Таскалинського району Західноказахстанської області Казахстану. Входить до складу Казахстанського сільського округу.
Населення — 75 осіб (2021; 134 у 2009, 328 у 1999, 247 у 1989).